# Rose of Argyll
Le Rose of Argyll est une réplique de harenguier d'Écosse, bateau de pêche typique du nom  de loch fyne skiff. 

Son port d'attache actuel est Douarnenez dans le Finistère.

Son immatriculation est D E11671L, quartier maritime de Douarnenez.

## Histoire
Ce lougre a été construit en 1964, d'après un plan de James Mc Gruer au chantier naval James Adam & Sons dans le Sud-ouest de l'Écosse sur la rivière Clyde. Ce type de bateau était utilisé pour la pêche au hareng. Rose of Argyll a navigué jusqu'aux années 1990 sur la côte écossaise et anglaise. 

Puis il a été abandonné dans le jardin de son propriétaire, proche du Golfe du Morbihan en 1990. Redécouvert par Benoît Cayla et Cyrille Hébert, il a subi une longue restauration et remis à l'eau en 2009.
Ce bateau a recouvré un gréement de lougre, voile au tiers à chaque mât et un foc sur bout-dehors. Non motorisé, les manœuvres de port se font à l'aviron et à la godille.
Il a participé aux Les Tonnerres de Brest 2012 et à Temps fête Douarnenez 2018.
|                            |
| Temps fête-Douarnenez 2018 |